# Christoph Janker
Christoph Janker, né le 14 février 1985 à Cham en Allemagne, est un footballeur allemand jouant au poste de défenseur central.

## Biographie
Il commence sa carrière de footballeur en équipe réserve du TSV 1860 Munich le 1er juillet 2003.
Le 18 août 2006, il signe au TSG 1899 Hoffenheim pour la somme de 100 000 €.
Le 1er juillet 2009, il se fait transférer gratuitement au Hertha BSC Berlin.
Le 30 janvier 2015 il est transféré gratuitement au FC Augsbourg.

## Palmarès
- Hertha Berlin
  - Champion de 2.Bundesliga en 2011 et 2013.